# Покровка (Краснопольский район)
Покровка (укр. Покровка) — село,
Покровский сельский совет,
Краснопольский район,
Сумская область,
Украина.
Код КОАТУУ — 5922384201. Население по переписи 2001 года составляло 771 человек .
Является административным центром Покровского сельского совета, в который, кроме того, входят сёла
Поповка,
Степок и
Москалевка.

## Географическое положение
Село Покровка находится у истоков реки Сыроватка,
ниже по течению на расстоянии в 0,5 км расположено село Михайловка.
Село расположено на границе с Россией.

## История
- 1652 — дата основания.

## Экономика
- Молочно-товарная ферма.
- «Славянское», агрофирма, ООО.
- «Покрова», ООО.
- Пограничный пункт пропуска автомобильного транспорта.

## Объекты социальной сферы
- Школа І-ІІ ст.

## Известные уроженцы
- Богацкий, Егор Петрович (1917—1996) — советский танкист, участник Великой Отечественной войны, Герой Советского Союза, гвардии полковник.
- Фесенко, Ефим Васильевич (1909—19??) — советский военачальник, гвардии полковник.